# Legge di Bell-Magendie

Struttura interna del midollo spinale: in rosso, la radice anteriore; in blu, la radice posteriore

In anatomia e neurofisiologia, la cosiddetta legge di Bell-Magendie è relativa alla scoperta del fatto che il sistema nervoso non è composto di tessuto indifferenziato né è indifferenziata la sua attività. In particolare, il medico scozzese Charles Bell (nel 1811) e il fisiologo francese François Magendie (nel 1822) scoprirono indipendentemente l'uno dall'altro che nei nervi periferici che originano dalla spina dorsale con due "radici", la radice anteriore trasmette informazioni relative alla motilità, mentre la radice posteriore riguarda la sensibilità. Recidere una radice anteriore comporta la paralisi dei muscoli innervati in quella sezione, che però mantengono la sensibilità. Recidere invece una radice posteriore comporta, per quella stessa sezione, la perdita di sensibilità, restando immutata la capacità di quei muscoli di contrarsi.